# Carlia gracilis
Carlia gracilis là một loài thằn lằn trong họ Scincidae. Loài này được Storr mô tả khoa học đầu tiên năm 1974.